# Jean-Joseph Benjamin-Constant
Jean-Joseph Constant bekend als Benjamin-Constant (Parijs, 10 juni 1845 – aldaar, 26 mei 1902) was een Frans kunstschilder, muurschilder en etser. Hij wordt voornamelijk gerekend tot de stroming van het oriëntalisme.

## Biografie
Benjamin-Constant werd geboren in Parijs. Zijn moeder overleed toen hij twee jaar oud was, waarna hij werd opgevoed door enkele tantes in Toulouse. Daar ging hij studeren aan de plaatselijke kunstacademie. In 1866 keerde hij terug naar Parijs en vervolgde zijn studies aan de École nationale supérieure des beaux-arts onder Alexandre Cabanel. Zijn vroege werken zijn duidelijk geschilderd in de academische traditie, maar na een reis naar Marokko in 1872 schakelde hij over op de oriëntalistische kunst. Bekendheid verwierf hij met De intocht van Mehmet II in Constantinopel, een werk dat in 1876 een gouden medaille won in de Parijse salon, en zijn twee schilderijen van Judith.
Aanvankelijk schilderde Benjamin-Constant vooral romantische taferelen, maar vanaf 1880 ook steeds vaker portretten. Als zodanig werd hij een veelgevraagd kunstenaar door zowel de Franse als de Engelse aristocratie. Hij maakte onder andere portretten van Paus Leo XIII, Alexandra van Denemarken en bohemien Henri Blowitz.
Benjamin-Constant maakte ook naam als muurschilder. Hij decoreerde onder andere het plafond van de Opéra de Paris en diverse muren van het Hôtel de Ville. Ook in het Metropolitan Museum of Art bevindt zich een grote muurschildering van Benjamin-Constant, Justinian in Council, gemaakt tijdens een van zijn reizen naar de Verenigde Staten.
Benjamin-Constant leidde diverse vooraanstaande kunstschilders op (o.a. Charles Courtney Curran, Henry Ryland, Antoinette de Weck-de Boccard, enz.) en schreef ook diverse boeken en essays over kunst. In 1893 werd hij benoemd in het Franse Legioen van Eer. Hij overleed in 1902, op 56-jarige leeftijd.

## Galerij

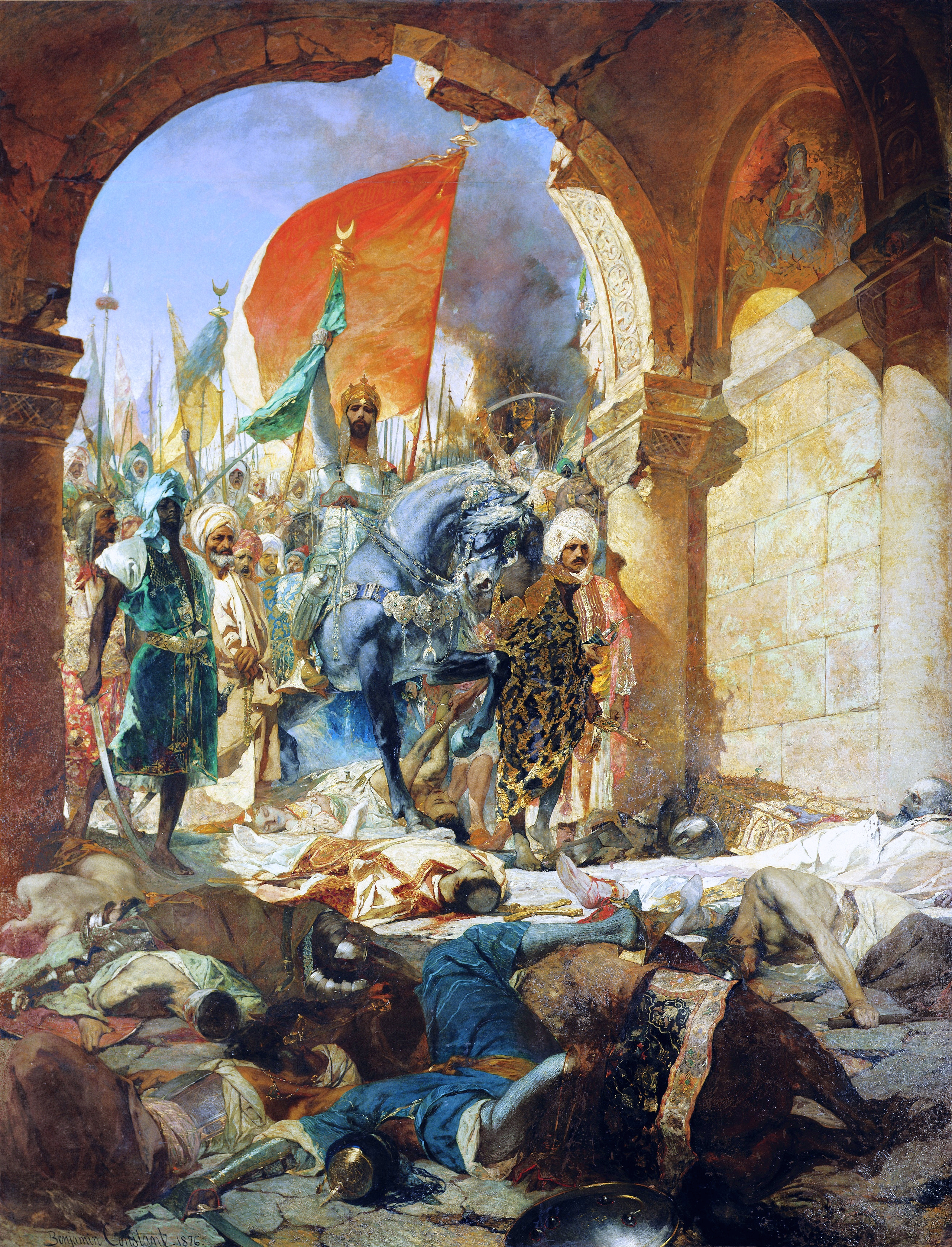
De intocht van Mehmet II in Constantinopel (1876), Musée des Augustins
De favoriet van de emir (1879), National Gallery of Art
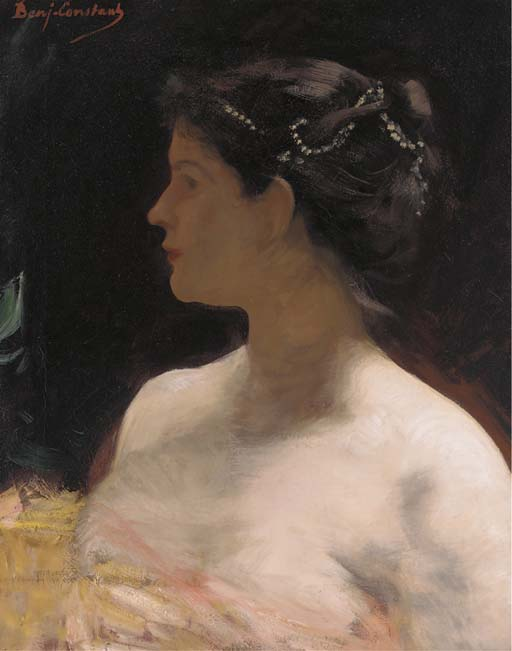
A l’Opéra (ca. 1880)
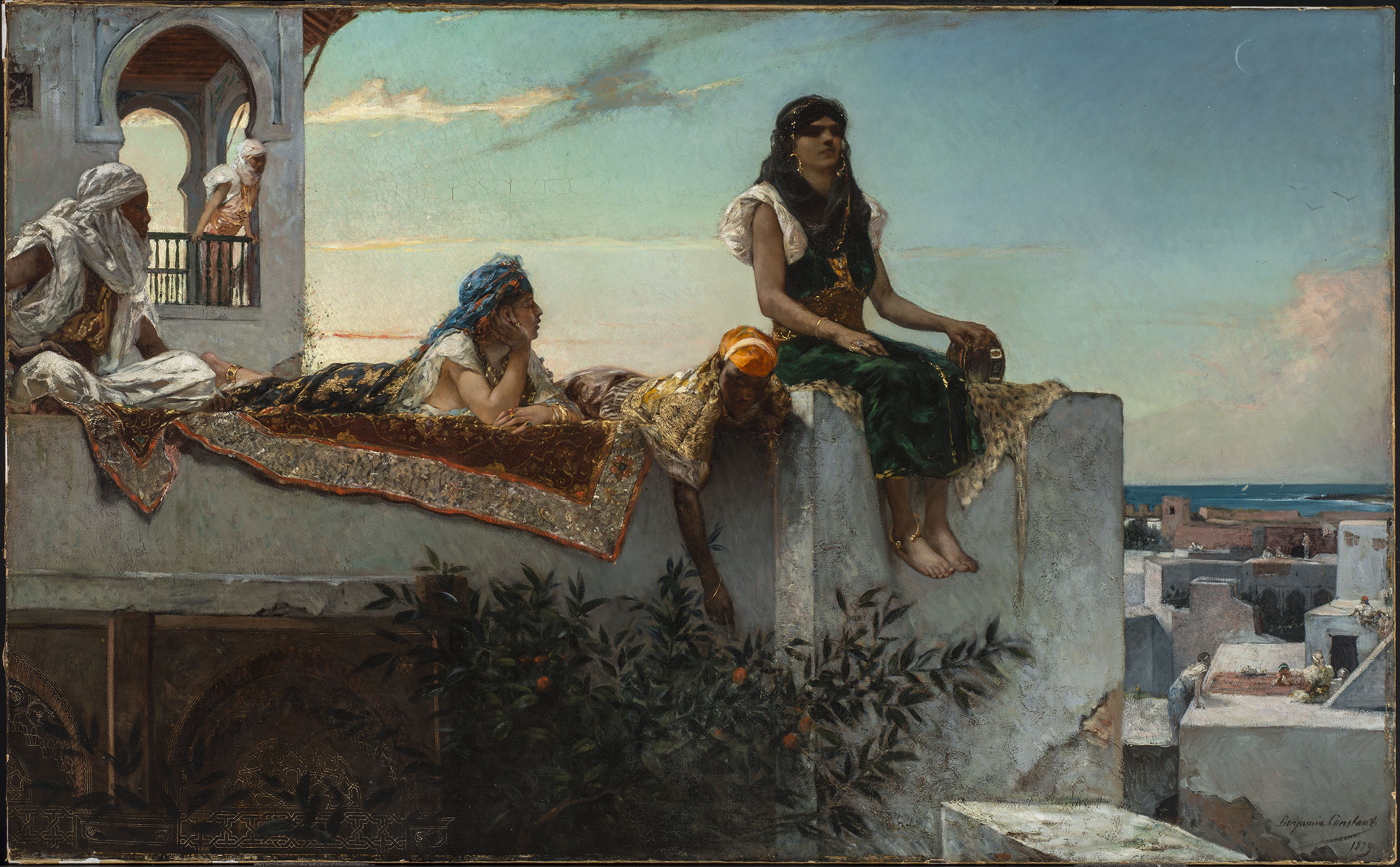
Een terras in Marokko (ca. 1880)
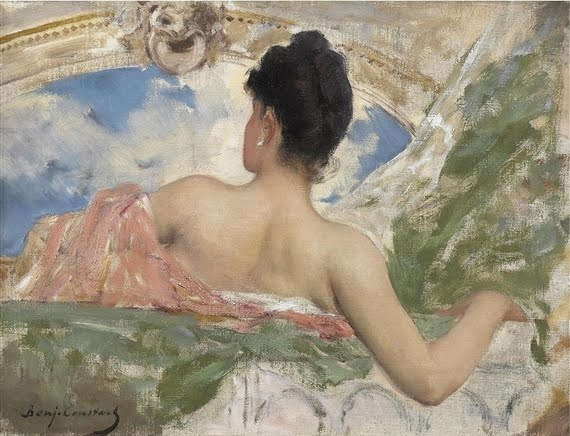
Studie voor een plafondfiguur in de Opéra (ca. 1880)
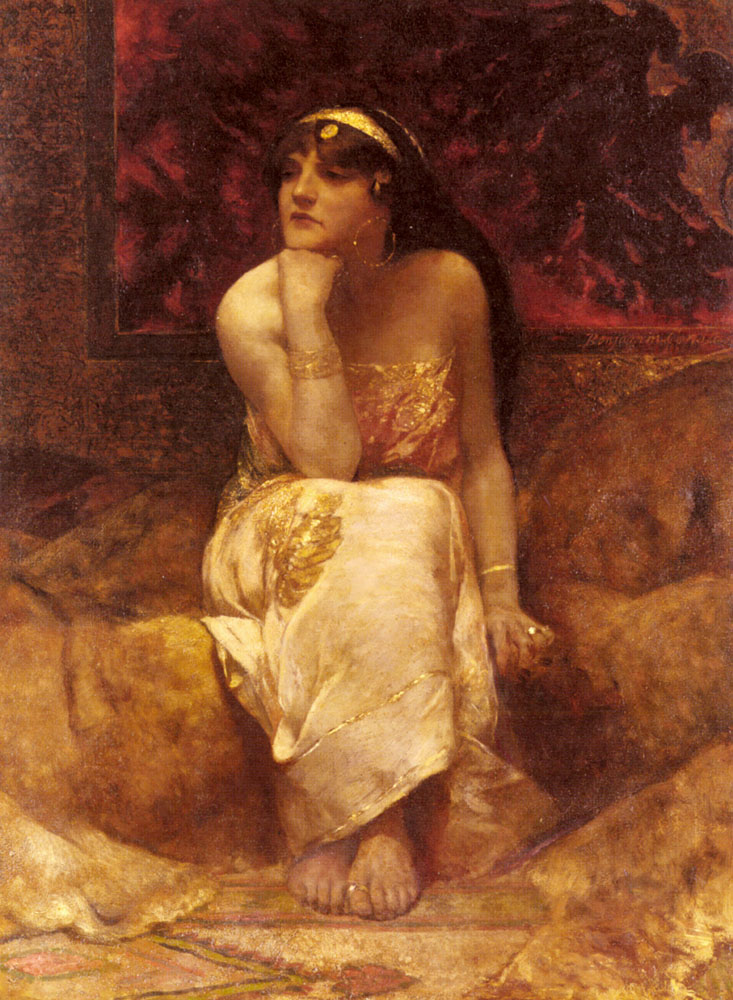
Koningin Herodias (1881), Collectie Fred & Sherry Ross, ARC
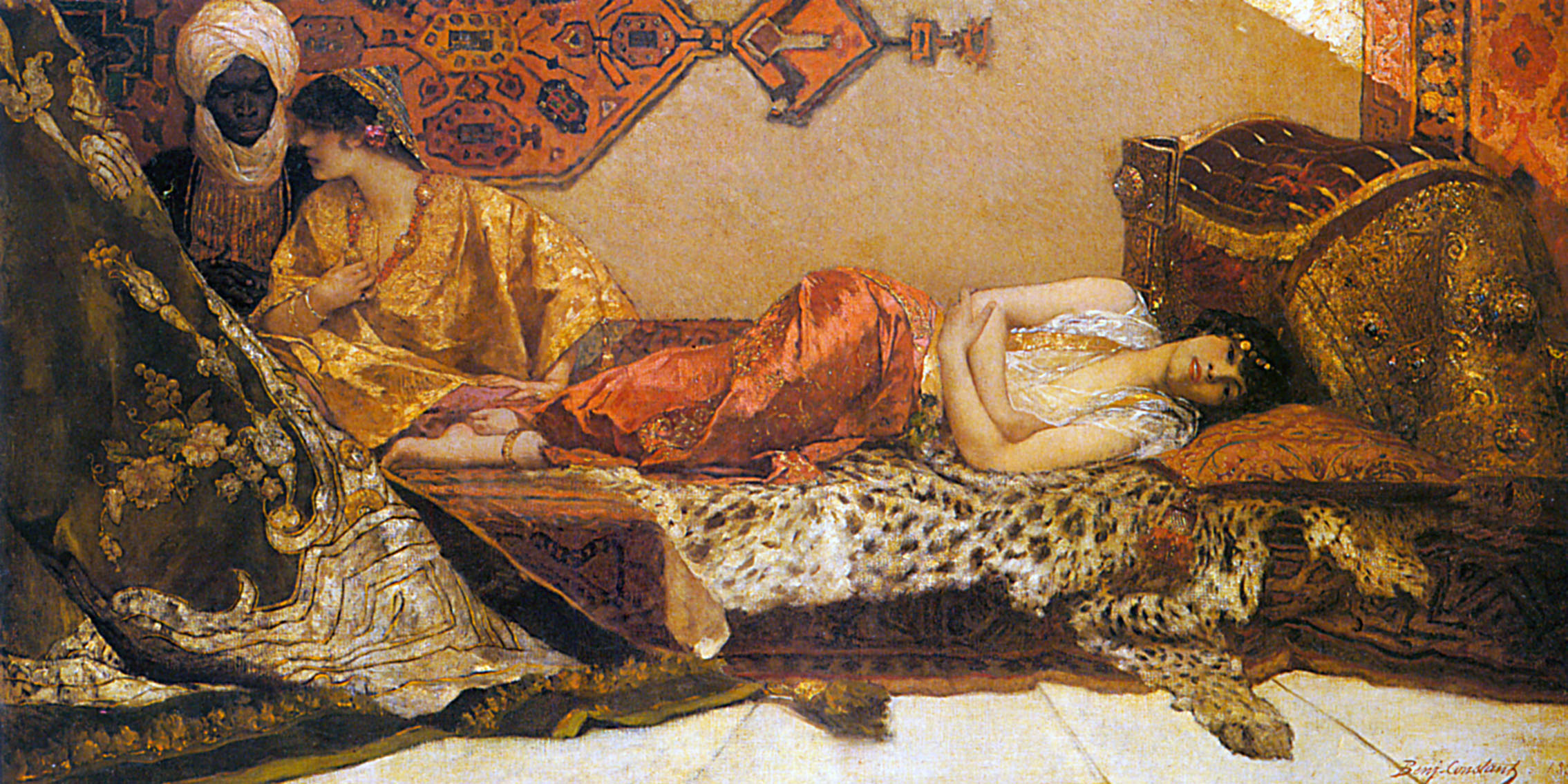
Odalisque (1882)
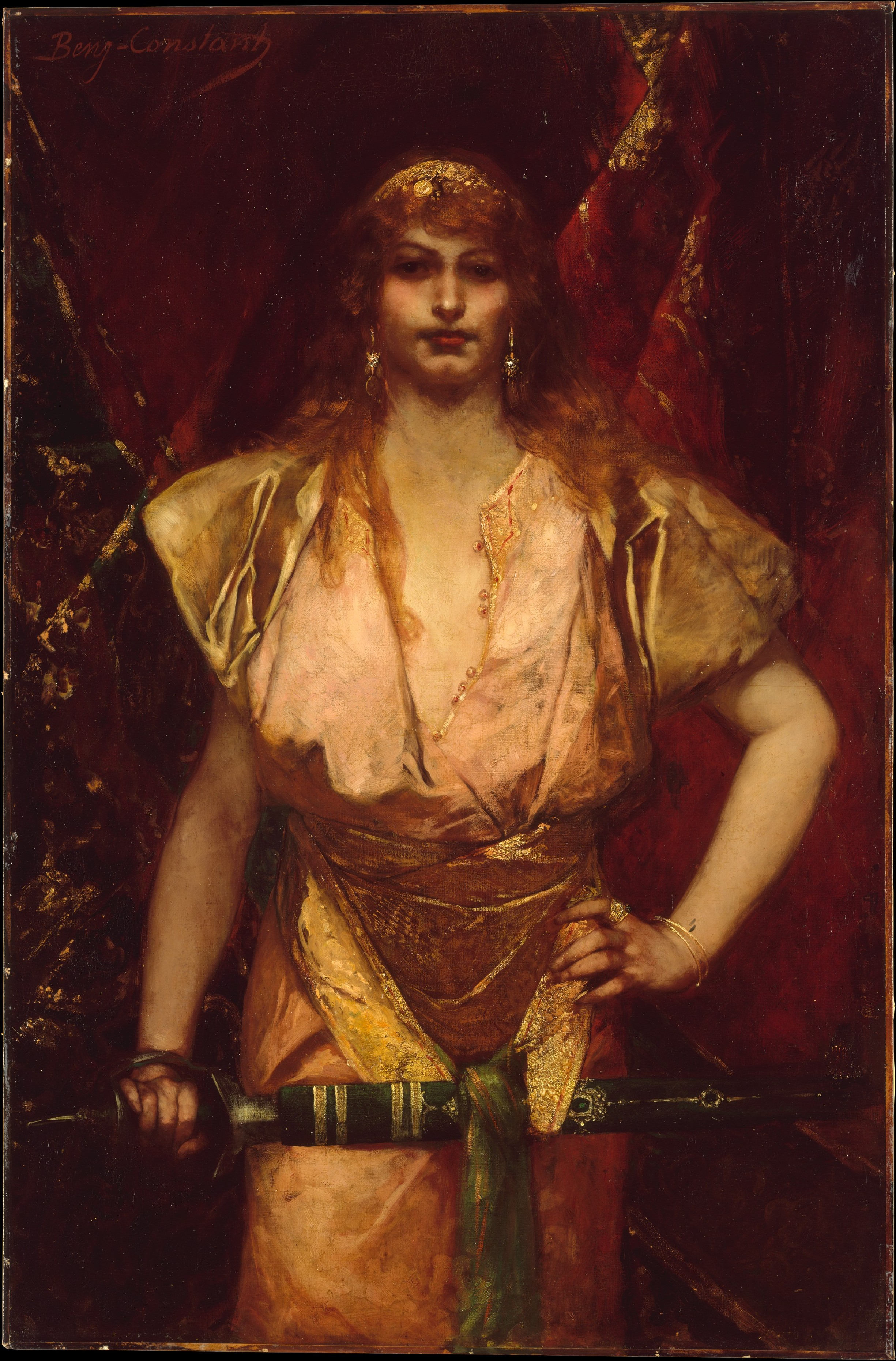
Judith (ca. 1886), Metropolitan Museum of Art
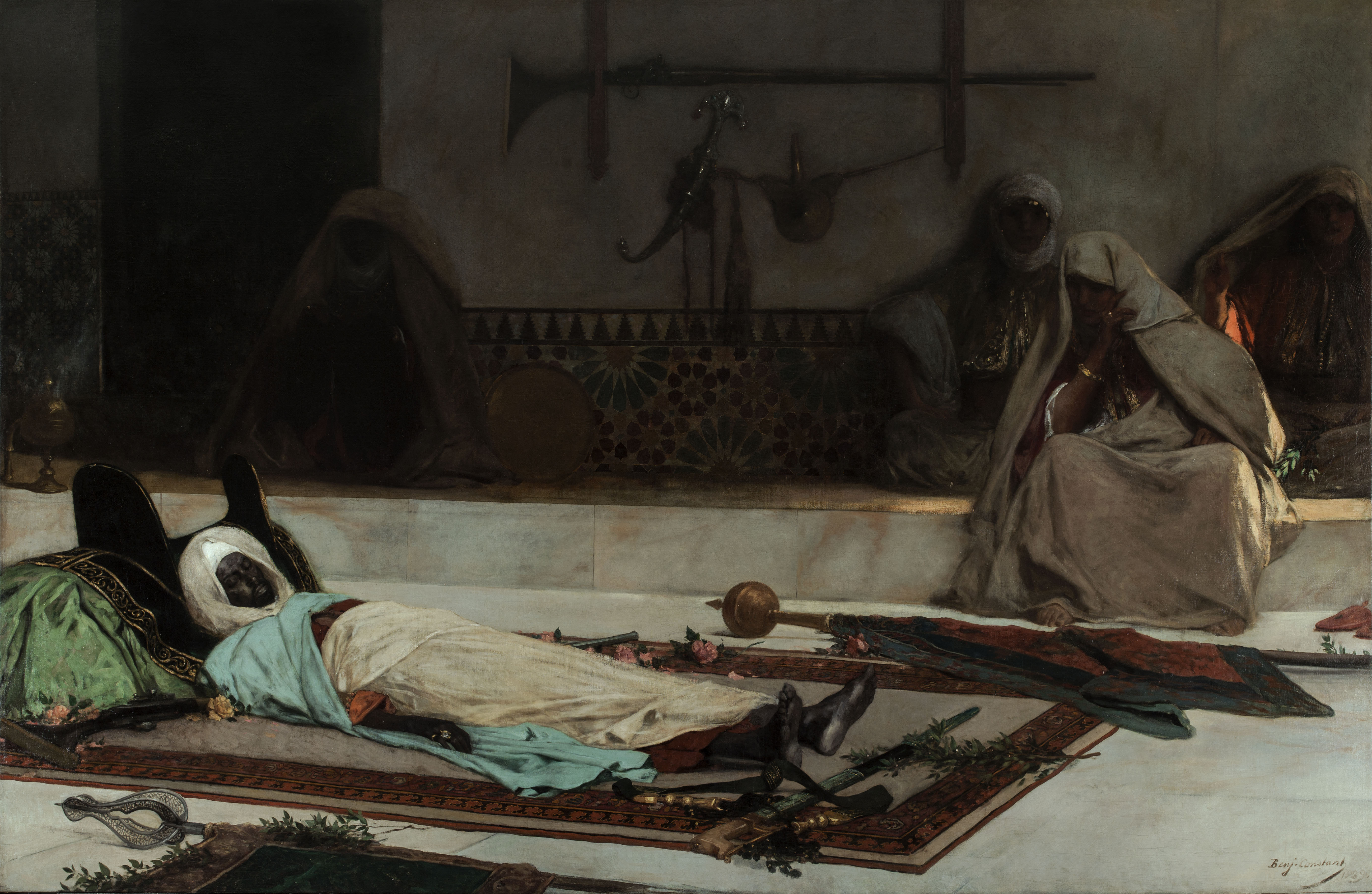
De dag van de begrafenis - Scene uit Marokko (1889), Petit Palais
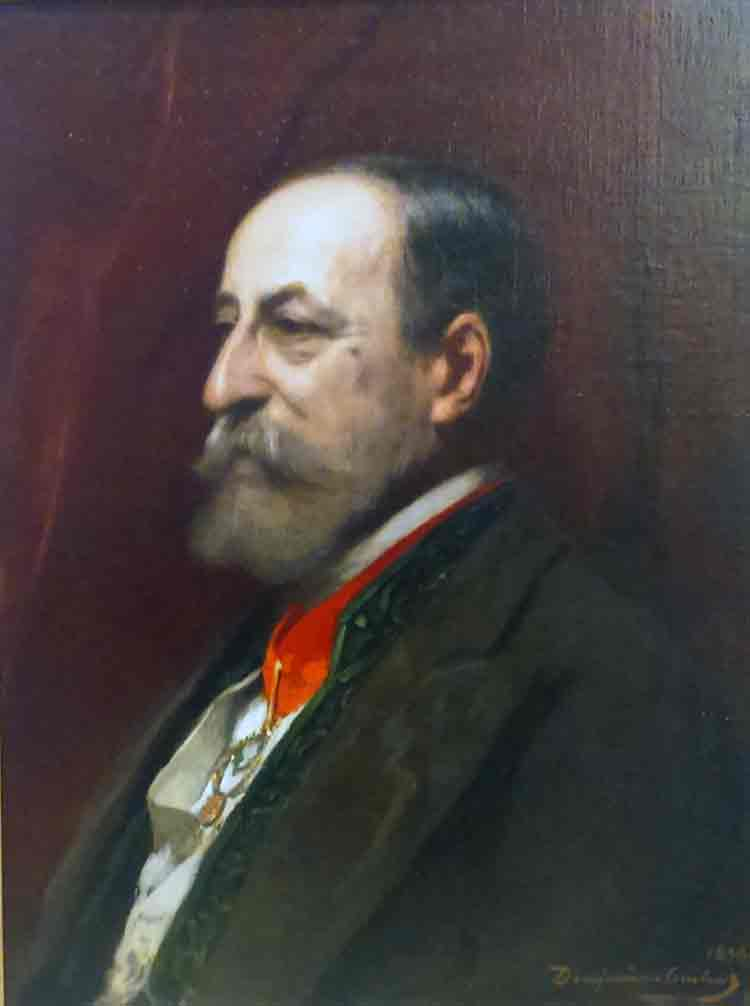
Camille Saint-Saëns (1898), Musée de la Musique
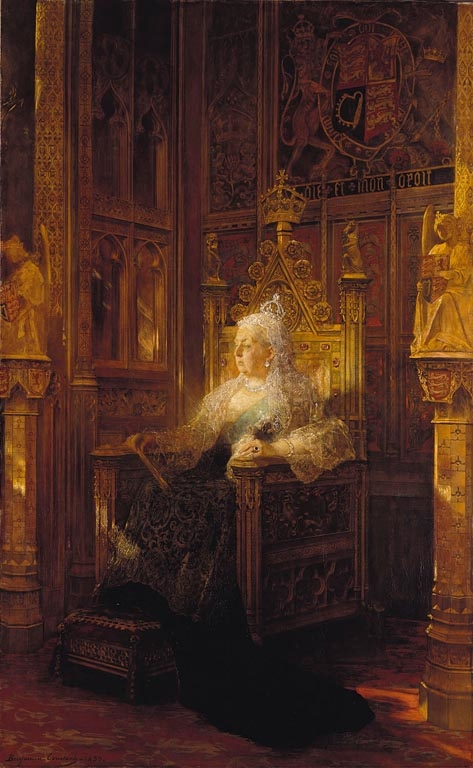
Koningin Victoria (1899), Koninklijke Collectie
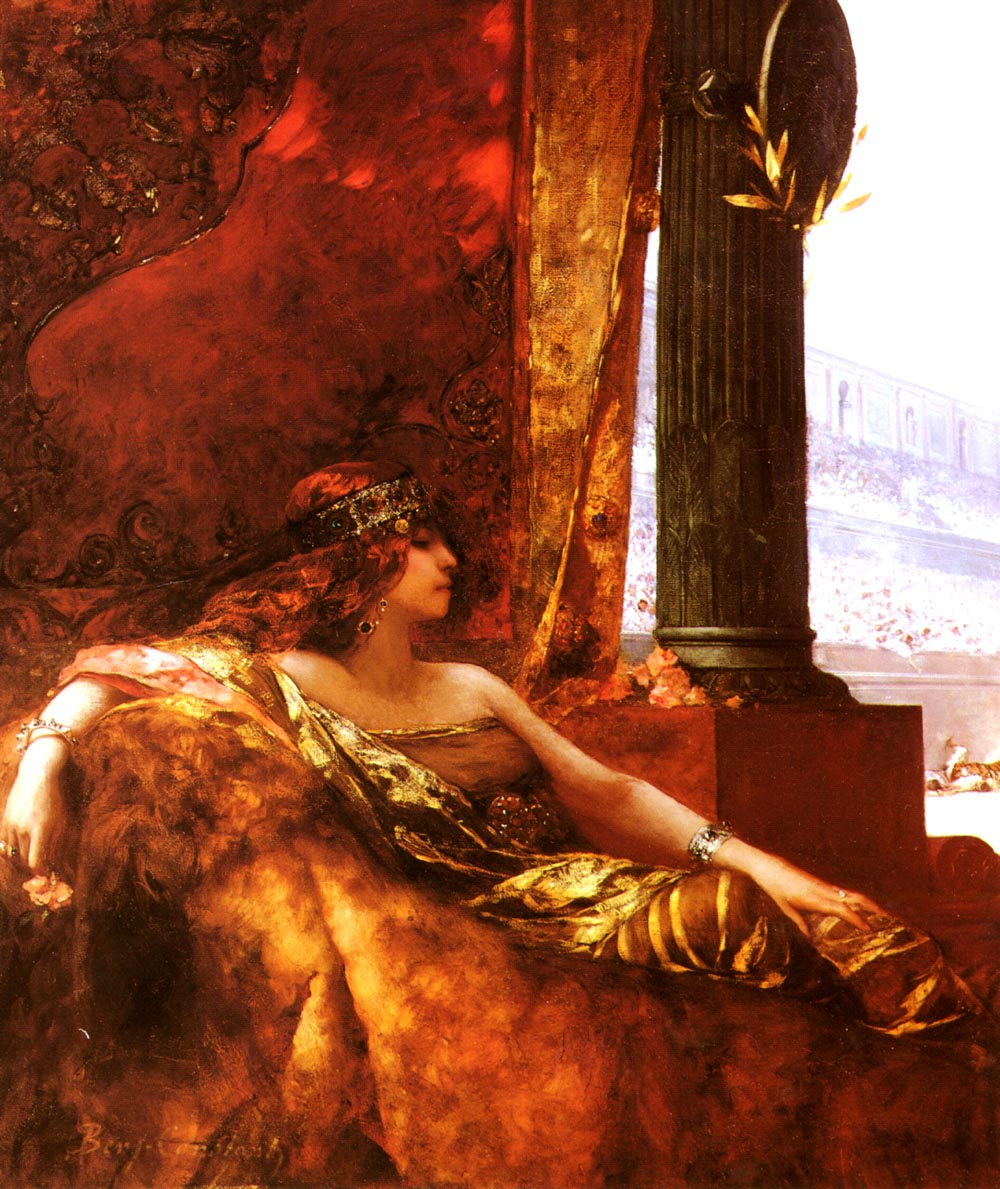
Keizerin Theodora Privécollectie, ARC
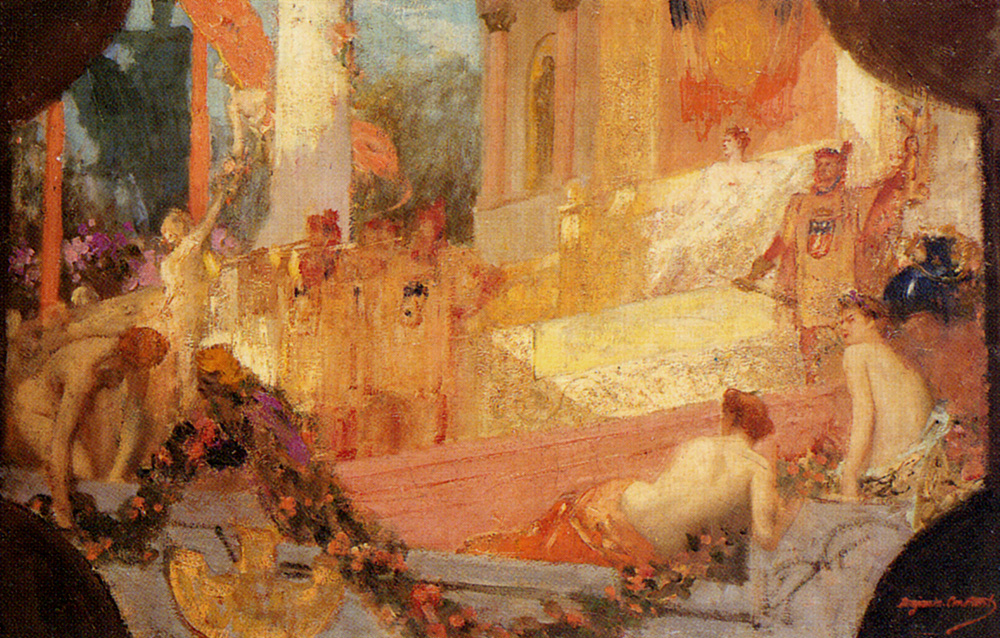
Paris heet de Aarde welkom Privécollectie, ARC